# Franco Negri
Franco Negri (ur. 20 lutego 1995 w San Martín) – argentyński piłkarz pochodzenia włoskiego występujący na pozycji lewego obrońcy, od 2023 roku zawodnik amerykańskiego Interu Miami.